# Thomas Maissen
 (janvier 2023).
La mise en forme du texte ne suit pas les recommandations de Wikipédia : il faut le « wikifier ».
Les points d'amélioration suivants sont les cas les plus fréquents. Le détail des points à revoir est peut-être précisé sur la page de discussion.
- Les titres sont pré-formatés par le logiciel. Ils ne sont ni en capitales, ni en gras.
- Le texte ne doit pas être écrit en capitales (les noms de famille non plus), ni en gras, ni en italique, ni en « petit »…
- Le gras n'est utilisé que pour surligner le titre de l'article dans l'introduction, une seule fois.
- L'italique est rarement utilisé : mots en langue étrangère, titres d'œuvres, noms de bateaux, etc.
- Les citations ne sont pas en italique mais en corps de texte normal. Elles sont entourées par des guillemets français : « et ».
- Les listes à puces sont à éviter, des paragraphes rédigés étant largement préférés. Les tableaux sont à réserver à la présentation de données structurées (résultats, etc.).
- Les appels de note de bas de page (petits chiffres en exposant, introduits par l'outil «  Source ») sont à placer entre la fin de phrase et le point final[comme ça].
- Les liens internes (vers d'autres articles de Wikipédia) sont à choisir avec parcimonie. Créez des liens vers des articles approfondissant le sujet. Les termes génériques sans rapport avec le sujet sont à éviter, ainsi que les répétitions de liens vers un même terme.
- Les liens externes sont à placer uniquement dans une section « Liens externes », à la fin de l'article. Ces liens sont à choisir avec parcimonie suivant les règles définies. Si un lien sert de source à l'article, son insertion dans le texte est à faire par les notes de bas de page.
- La présentation des références doit suivre les conventions bibliographiques. Il est recommandé d'utiliser les modèles {{Ouvrage}}, {{Chapitre}}, {{Article}}, {{Lien web}} et/ou {{Bibliographie}}. Le mode d'édition visuel peut mettre en forme automatiquement les références.
- Insérer une infobox (cadre d'informations à droite) n'est pas obligatoire pour parachever la mise en page.

Pour une aide détaillée, merci de consulter Aide:Wikification.
Si vous pensez que ces points ont été résolus, vous pouvez retirer ce bandeau et améliorer la mise en forme d'un autre article.
 (septembre 2018).
Pour les articles homonymes, voir Maissen.
Thomas Maissen est un historien suisse né le 23 octobre 1962 à Zurich. De 2004 à 2013, Maissen enseigne en tant que professeur d’histoire moderne à l’université de Heidelberg. Depuis septembre 2013, il est le directeur de l’Institut historique allemand (IHA) à Paris.

## Vie et œuvre
Thomas Maissen, fils d’un père suisse et d’une mère finlandaise, fait ses études au lycée de Bâle. Il y décroche sa maturité en 1981. De 1981 à 1989, il étudie l’histoire, le latin et la philosophie à l’université de Bâle, de Rome et de Genève. Alfred Bürgin et František Graus y sont des influences académiques importantes. Entre 1989 et 1993, Maissen reçoit des bourses et effectue des séjours de recherche à Naples, Paris, Venise et Florence. En 1993, il obtient son doctorat à Bâle avec sa thèse Die französische Vergangenheit bei italienischen Autoren des 15. und 16. Jahrhunderts sous la direction de Hans Rudolf Guggisberg. De 1993 à 1995, il est assistant scientifique auprès de Luise Schorn-Schütte à l’université de Potsdam. De 1996 à 2004, il travaille pour le journal Neue Zürcher Zeitung comme responsable pour les analyses historiques. En 2002, il obtient son habilitation avec l’étude Die Geburt der Republic. Staatsverständnis und Repräsentation in der frühneuzeitlichen Eidgenossenschaft à l’université de Zurich. De 2002 à 2004, Maissen est professeur de relève à l’université de Lucerne. Du semestre d’hiver 2004-05 jusqu’en 2013, il enseigne en tant que professeur des universités en histoire moderne avec une spécialisation en époque moderne à l’université de Heidelberg.
Depuis 2006, Maissen est membre de l’Académie des sciences de Heidelberg ainsi que de la Kommission für geschichtliche Landeskunde in Baden-Württemberg. En 2007, il fonde l’école doctorale pour les Lettres et sciences sociales de Heidelberg (Heidelberger Graduiertenschule für Geistes- und Sozialwissenschaften), qu’il dirige jusqu’en 2012. De 2008 à 2012, il est également impliqué en tant que fondateur et coordinateur dans le programme de master international intégré en histoire avec l’EHESS à Paris. Entre 2008 et 2013, il est membre du comité directeur du cluster d’excellence de la Fondation allemande pour la recherche "Asia and Europe in a Global Context: Shifting Asymmetries in Cultural Flows", qu’il dirige comme co-directeur en 2013. En 2009, il est professeur invité à l’EHESS à Paris et en 2010, chercheur invité à l’Institute for Advanced Study à Princeton, New Jersey. De 2012 à 2013, il est fellow du Marsilius-Kolleg à l’université de Heidelberg.
En 2010, il publie une Histoire de la Suisse, qui s'est vendu à 15 000 exemplaires en deux années. Le 1er août 2012, il publie une Histoire illustrée de la Suisse qui contient 400 illustrations.
Depuis le 1er septembre 2013, il dirige l’Institut historique allemand (IHA) à Paris en tant que premier directeur non-allemand et est ainsi suspendu de ses fonctions à l’université de Heidelberg pendant dix ans. Sous sa direction, l’IHA élargit son horizon géographique à partir de 2013. En 2015, l’IHA lance une coopération avec l’université de Dakar au Sénégal et crée le groupe de recherche sur l’Afrique subsaharienne "La bureaucratisation des sociétés africaines".
Ses domaines de recherche sont l’histoire de l’historiographie, l’histoire de la pensée politique, l’histoire des mentalités, les conceptions de l’histoire, l’histoire de la Suisse et l’histoire de l’enseignement. Au travers de son activité au sein du Neue Zürcher Zeitung, un livre de photos sur la Suisse pendant la deuxième guerre mondiale, deux livres sur l’histoire du journal ainsi que l’ouvrage Verweigerte Erinnerung. Nachrichtenlose Vermögen und die Schweizer Weltkriegsdebatte 1989–2004 (2005) paraissent. Dans le cadre de sa thèse de doctorat sur l’intérêt pour l’histoire de la France durant la Renaissance italienne, publiée en 1994, il découvre que les rois français autour de 1500 tentaient de valoriser leur propre histoire en suivant des valeurs humanistes avec l’aide des historiens italiens de cour. Avec Michael Kempe, il publie un ouvrage sur les premières sociétés germanophones des Lumières à Zurich durant les décennies autour de 1700. Dans sa thèse d’habilitation publiée en 2006, il s’interroge sur la problématique : "quand et pourquoi une auto-perception républicaine digne de ce nom voit-elle le jour en Suisse ?". En 2013, Maissen publie une courte introduction sur l’histoire de l’époque moderne. Dans son livre Schweizer Heldengeschichten (2015), il confronte des extraits de discours des célèbres politiciens de l’UDC Christoph Blocher et Ueli Maurer avec la recherche actuelle, ce qui déclencha un débat dans les médias helvétiques et qui fut surnommé la « querelle suisses des historiens ».

## Publications (sélection)

### Monographies
- 25 Jahre Roche AG Sisseln. Editions Roche, Bâle, 1990  (ISBN 3-907946-31-6).
- Von der Legende zum Modell. Das Interesse an Frankreichs Vergangenheit während der italienischen Renaissance (= Basler Beiträge zur Geschichtswissenschaft. Vol. 166). Helbing und Lichtenhahn, Bâle, 1994  (ISBN 3-7190-1369-3) (aussi : Bâle, université, thèse de doctorat, 1993).
- avec Katri Burri: Bilder aus der Schweiz. 1939–1945. Editions Neue Zürcher Zeitung, Zurich 1997,  (ISBN 3-85823-680-2) (deuxième édition, 1998  (ISBN 3-85823-730-2)).
- Vom Sonderbund zum Bundesstaat. Krise und Erneuerung 1798–1848 im Spiegel der NZZ. Editions Neue Zürcher Zeitung, Zurich, 1998  (ISBN 3-85823-742-6).
- avec Michael Kempe: Die Collegia der Insulaner, Vertraulichen und Wohlgesinnten in Zürich 1679–1709. Die ersten deutschsprachigen Aufklärungsgesellschaften zwischen Naturwissenschaften, Bibelkritik, Geschichte und Politik. Editions Neue Zürcher Zeitung, Zurich 2002,  (ISBN 3-85823-954-2).
- Die Geschichte der NZZ 1780–2005. Éditions Neue Zürcher Zeitung, Zurich, 2005  (ISBN 3-03823-134-7).
- Verweigerte Erinnerung. Nachrichtenlose Vermögen und die Schweizer Weltkriegsdebatte 1989–2004. Editions Neue Zürcher Zeitung, Zurich 2005,  (ISBN 3-03823-046-4) (deuxième édition, 2005  (ISBN 3-03823-204-1)).
- Die Geschichte der Neuen Zürcher Zeitung, 1780-2005, Neue Züricher Zeitung Libro, Zurich, 2005,  (ISBN 978-303-823-134-9).
- Die Geburt der Republic. Staatsverständnis und Repräsentation in der frühneuzeitlichen Eidgenossenschaft (= Historische Semantik. Vol. 4). Vandenhoeck & Ruprecht, Göttingen 2006,  (ISBN 3-525-36706-6) (deuxième édition revue et corrigée, 2008,  (ISBN 978-3-525-36706-3); Geschichte der Schweiz. hier + jetzt, Editions "Kultur und Geschichte", Baden, 2010,  (ISBN 978-3-03919-174-1) (Rezension), deuxième édition 2010; troisième édition augmentée 2011; quatrième édition 2012; cinquième édition revue et corrigée 2015. Édition sous licence Reclam, brochure: première et deuxième édition 2015; Reclam "Universalbibliothek" 2017; traduction albanaise: Historia e Zviczres, Tirana 2013; traduction serbe: Istorija švajcarske, Belgrade 2014, en livre de poche 2015; traduction bulgare: История иа Швейцария, Sofia 2014; traduction italienne: Svizzera. Storia di una federazione, Trieste, 2015.
- Die Geschichte der Schweiz. Reclam, Baden, 2010  (ISBN 978-3-03919-174-1).
- Schweizer Geschichte im Bild. hier + jetzt, Editions « Kultur und Geschichte », Baden, 2012  (ISBN 978-3-03919-244-1).
- Geschichte der Frühen Neuzeit (C. H. Beck-Wissen. Vol. 2760). Beck, Munich, 2013,  (ISBN 978-3-406-65472-5).
- Schweizer Heldengeschichten – und was dahintersteckt. hier + jetzt, Editions "Kultur und Geschichte", Baden, 2015  (ISBN 978-3-03919-340-0) (papier) ;  (ISBN 978-3-03919-902-0) (eBook). Deuxième à cinquième édition 2015; traduction italienne : I mit svizzeri. Realtà e retroscena, Locarno, 2018.
- avec Barbara Mittler: Why China did not have a Renaissance – and why that matters. An interdisciplinary Dialogue, Berlin, 2018  (ISBN 978-311-057-396-1).
- I miti svizzeri. Realtà e retroscena. Armando Dadò Editore, Locarno, 2018,  (ISBN 978-888-281-459-5).
- Histoire de la Suisse, Septentrion, Villeneuve-d’Ascq, 2019  (ISBN 978-275-742-464-3).

### Direction d’ouvrages
- avec Gerrit Walther: Funktionen des Humanismus. Studien zum Nutzen des Neuen in der humanistischen Kultur. Éditions Wallstein, Göttingen, 2006  (ISBN 3-8353-0025-3).
- avec André Holenstein, Maarten Prak: The Republican Alternative. The Netherlands and Switzerland compared. Amsterdam University Press, Amsterdam, 2008  (ISBN 978-908-964-005-5).
- avec Irène Herrmann: Problem Schweizergeschichte? Themenheft Schweizer Zeitschrift für Geschichte 59, No. 1 (2009),  (ISBN 978-3-03919-174-1).
- avec Fania Oz-Salzberger: The Liberal–Republican Quandary in Israel, Europe and the United States. Early Modern Thought Meets Current Affairs. Academic Studies Press, Boston MA, 2012  (ISBN 978-1-936235-55-1).
- avec Annette Kämmerer, Michael Wink et Thomas Kuner: Gewalt und Altruismus. Interdisziplinäre Annäherungen an ein grundlegendes Thema des Humanen (Schriften des Marsilius-Kollegs, Bd. 14), Heidelberg, 2015  (ISBN 978-3-8253-6441-0).
- avec Manuela Albertone et Susan Richter: Languages of Reform in the Eighteenth Century, Oxford, 2019  (ISBN 978-036-785-501-7).
- With Pierre Monnet, Jean-Louis Georget und Barbara Mittler: L’Usage de la temporalité dans les sciences sociales: approche interdisciplinaire, Bochum 2019.
- avec Niels F. May: Nation History and New Nationalism in the Twenty-First Century. A Global Comparison, New York, London, 2021  (ISBN 978-0367520403) .

## Liens
- Ressources relatives à la recherche :   - Académie des sciences de Heidelberg
  - Geförderte Projekte Informationssystem
  - ORCID
- Ressource relative à plusieurs domaines :   - Radio France
- Notice dans un dictionnaire ou une encyclopédie généraliste :   - Deutsche Biographie
- Notices d'autorité :   - VIAF
  - ISNI
  - BnF (données)
  - IdRef
  - LCCN
  - GND
  - Italie
  - Espagne
  - Pays-Bas
  - Pologne
  - Israël
  - NUKAT
  - Suède
  - Tchéquie
  - Lettonie
  - WorldCat
- Bibliographie de et sur Thomas Maissen[5] dans le catalogue de la Bibliothèque nationale allemande
- Page Internet de Thomas Maissen à l’université de Heidelberg[6]
- Page Internet de Thomas Maissen[7] à l’Institut historique allemand de Paris
- Biographie et comptes rendus des œuvres de Thomas Maissen sur perlentaucher.de[8]